# ハインリヒ・ヴェルフリン

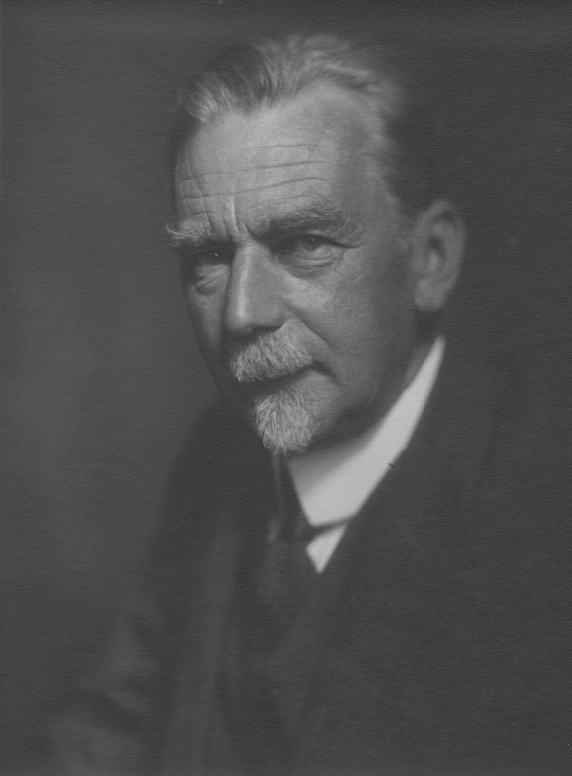
ハインリヒ・ヴェルフリン

ハインリヒ・ヴェルフリン（Heinrich Wölfflin, 1864年6月21日 - 1945年7月19日）は、スイス、ヴィンタートゥール出身の美術史家で、近代的な様式論を確立した。
父のエドゥアルト・ヴェルフリンは大学教授でラテン語学者であった。学生時代にヴェルフリンは父の紹介で個人的にヤーコプ・ブルクハルトに出会い、終生親しく師事した。大学卒業時、22歳で学位論文「建築心理学序説」を執筆した。イタリア建築の研究を続け、1893年、ブルクハルトの後任としてバーゼル大学に招かれた。その後、ベルリン大学、ミュンヘン大学教授を歴任。1915年に代表作『美術史の基礎概念』を刊行。1924年、故郷のチューリッヒ大学に移った。1945年7月、チューリッヒで死去。

## 美術史の基礎概念
『美術史の基礎概念』（Kunstgeschichtliche Grundbegriffe, 1915年）はヴェルフリンの主著。16 - 17世紀の美術史をルネサンス（古典主義）様式とバロック様式の対比で特徴づけたもの。ヴェルフリンは様式を単なる個人の志向や時代的背景から説明するのではなく、様式の変遷を人間精神の発展と捉え、古典主義 - バロックの対比を5つの表現形式によって説明した。
- 線的なもの - 絵画的なもの
- 平面 - 深奥
- 閉られた形式 - 開かれた形式
- 多数性 - 統一性
- 明瞭性 - 不明瞭性

総じて古典主義では明瞭な形があり、各部分が独立しながら全体の中に秩序付けられている。バロックでは変化・運動が見られ、各部分は全体のモチーフに従属している。また、こうした表現形式の変遷を16 - 17世紀だけでなく、多くの文化史上にも見られる現象として捉えた（全ての様式がバロックを持つ）。

## 文献
- 『建築心理学序説』（上松佑二訳、中央公論美術出版、1988年）- 処女論文。小著
- 『ルネサンスとバロック イタリアにおけるバロック様式の成立と本質に関する研究』（上松佑二訳、中央公論美術出版、1993年）
- 『美術史の基礎概念』（守屋謙二訳、岩波書店、1936年、再版1964年ほか／海津忠雄訳、慶應義塾大学出版会、2000年）
- 『アルブレヒト・デューラーの芸術』（永井繁樹・青山愛香訳、中央公論美術出版、2008年）
- 『古典美術　イタリア・ルネサンス序説』（守屋謙二訳、美術出版社、1962年、再版1975年ほか）
- 『デューラーの版画』（海津忠雄訳、岩崎美術社、1976年）
- 『イタリア・ルネッサンス美術の見方 The art of the Italian Renaissance』（英語版、今西雅章編、研究社、1997年）